# Juan Ramón Balcarce
Juan Ramón Balcarce, född 16 mars 1773, död 12 november 1836, var en argentinsk militär ledare och politiker.
Juan var storebror till Antonio González de Balcarce. Han deltog i den väpnade kampen mot Storbritannien 1807 och i den militära kampanjen i Peru under general Manuel Belgrano 1812. Han var Buenos Aires guvernör från 1818 till 1820. Under Juan Manuel de Rosass regering tjänstgjorde han som försvarsminister. År 1832 valdes han till Buenos Aires guvernör på nytt. Han förblev guvernör fram till 1835, då han efterträddes av de Rosas. Balcarce fängslades och dog i exil i Concepción del Uruguay.